# Чечелиевка
Чечели́евка (укр. Чечеліївка) — село в Петровской поселковой общине Александрийского района Кировоградской области Украины.
До 2020 года входило в Петровский район
Население по переписи 2001 года составляло 810 человек. Почтовый индекс — 28315. Телефонный код — 5237. Код КОАТУУ — 3524986601.

## Известные уроженцы
- Дрыгин, Василий Михайлович — Герой Советского Союза.